# Manvantara

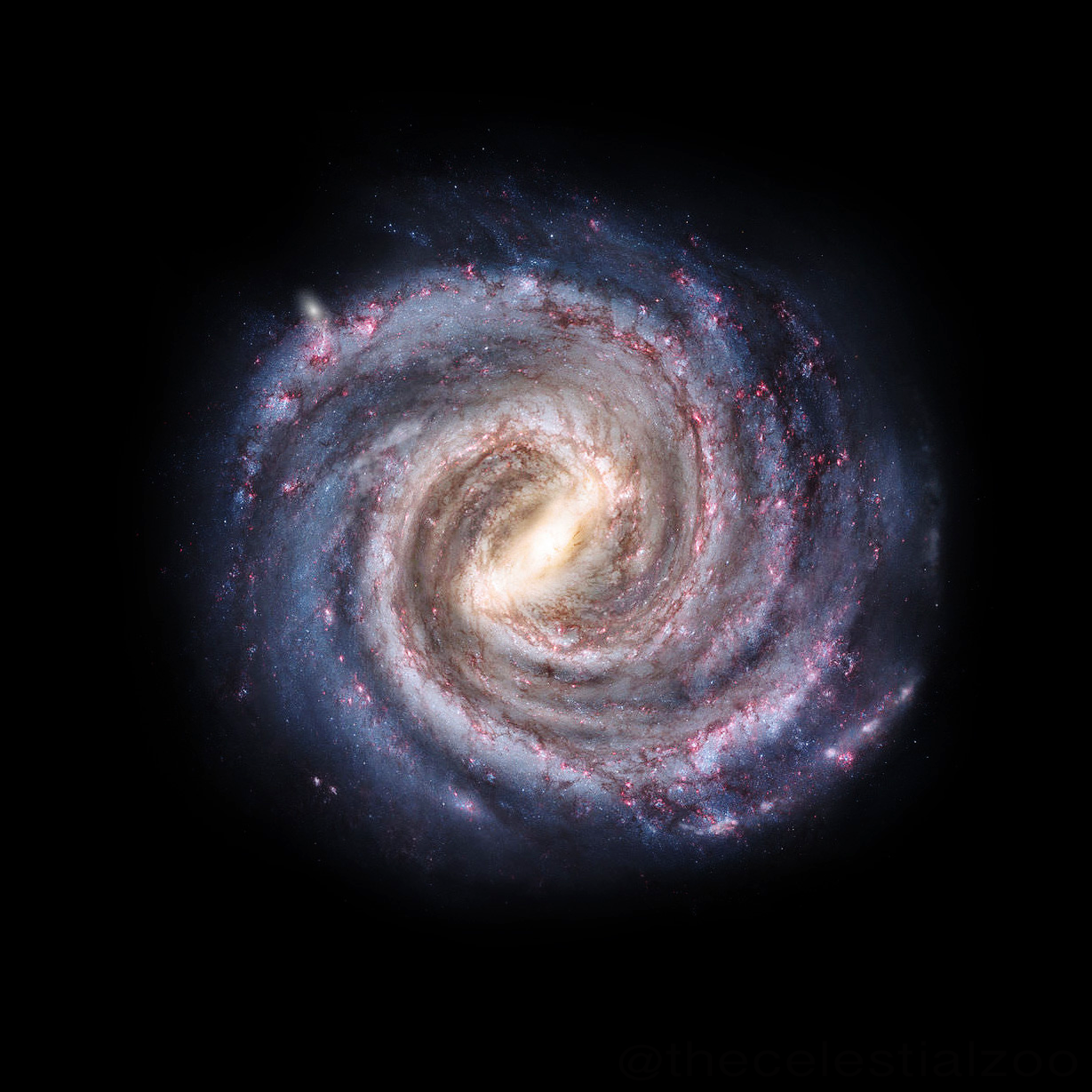
Manifestazione galattica con cui l'universo ciclicamente rinasce, secondo la cosmologia indù.

Un manvantara (sanscrito: मन्वन्तर), nella cosmologia induista, è un periodo ciclico di tempo che identifica la durata, il regno o l'età di un Manu, il progenitore dell'umanità. In ogni manvantara nascono e muoiono sette rishi, alcune divinità, un Indra, un Manu e alcuni re. Ogni manvantara è contraddistinto dal Manu che governa/regna su di esso, e l'epoca contemporanea consiste nel settimo manvantara di quattordici, che è governato da Vaivasvata Manu.

## Manvantara, yuga e kalpa
Ogni manvantara dura 306.720.000 anni (852.000 anni divini; 1 anno divino = 360 anni solari) e ripete settantuno cicli yuga (età del mondo). In un kalpa (giorno di Brahma), che dura 4,32 miliardi di anni (12 milioni di anni divini o 1.000 cicli yuga), ci sono un totale di quattordici manvantara (14 x 71 = 994 cicli yuga), dove ciascuno è seguito da e preceduto da un manvantara-sandhya (quindici sandhya) con ogni sandhya che dura 1.728.000 anni (4.800 anni divini; la durata del Satya Yuga). Durante ogni manvantara-sandhya, la terra (Bhu-loka) è immersa nell'acqua.